# Sân bay Ouésso
Sân bay Ouésso (IATA: OUE, ICAO: FCOU) là một sân bay ở Ouésso, tỉnh Sangha, Cộng hòa Congo.

## Vị trí và cơ sở vật chất
Sân bay nằm cách thị trấn khoảng 1 km về phía tây nam, trên độ cao 1158 ft (353 m) so với mực nước biển. Nó có một đường băng trải nhựa dài 3000 m.

## Hãng hàng không và điểm đến
| Hãng hàng không        | Các điểm đến |
| ---------------------- | ------------ |
| Canadian Airways Congo | Brazzaville  |